# 27-ме крило спеціальних операцій (США)
27-ме крило спеціальних операцій (США) (англ. 27th Special Operations Wing) — військове формування, авіаційне крило сил спеціальних операцій військово-повітряних сил США, які входить до складу Командування спеціальних операцій Повітряних сил США для виконання різнорідних спеціальних операцій.
27-ме авіакрило веде свою історія від 27-ї бомбардувальної групи ВПС армії США, що існувала в складі сил з 1939 року. Група билася на Тихому океані, Середземномор'ї, Близькому Сході та у Північній Африці. У 1941–1942 роках наземний персонал авіагрупи вів запеклі бої на Філіппінах, брав участь, як піхота в битві за Батаан, де ті, що уціліли пережили Батаанський марш смерті.

Люди, формування та авіаційна техніка 27-го авіакрила ССО

## Призначення
27-ме крило спеціальних операцій військово-повітряних сил призначене для виконання завдань спеціальних операцій: проведення інфільтрації та ексфільтрації операторів ССО повітряних шляхом, їх забезпечення та безпосередня повітряна підтримка ССО при проведенні ними спецоперацій; дозаправлення у повітрі літаків та вертольотів ССО. Головний акцент діяльності підрозділів авіаційного крила зосереджується на всілякому забезпеченні та сприянні проведенню операторами ССО прямих акцій, нетрадиційних форм ведення бойових дій, спеціальної розвідки, боротьбі проти тероризму, пошуку та рятуванні людей, психологічних та інформаційних операціях.

## Оргштатна структура27-го крила сил спеціальних операцій ВПС
- 27-ма авіагрупа спеціальних операцій
  - 3-тя ескадрилья спецоперацій, MQ-1B Predator, Кеннон, Нью-Мексико
  - 16-та ескадрилья спецоперацій, AC-130H Spectre
  - 20-та ескадрилья спецоперацій, CV-22 Osprey
  - 33-тя ескадрилья спецоперацій, MQ-9 Reaper
  - 43-тя розвідувальна ескадрилья
  - 73-тя ескадрилья спецоперацій, AC-130W Stinger II
  - 318-та ескадрилья спецоперацій, U-28A
  - 522-га ескадрилья спецоперацій, MC-130J Commando II
  - 524-та ескадрилья спецоперацій, C-146A
  - 551-ша ескадрилья спецоперацій
  - 27-ма ескадрилья підтримки спецоперацій
  - 551-ша ескадрилья спецоперацій
- 27-ма авіагрупа підтримки спеціальних операцій
  - 27-ма ескадрилья спецоперацій (готовності логістики)
  - 27-ма ескадрилья спецоперацій (вогневої підтримки)
  - 27-ма ескадрилья спецоперацій (цивільних інженерів)
  - 27-ма ескадрилья спецоперацій (сил безпеки)
  - 27-ма ескадрилья спецоперацій (зв'язку)
- 27-ма авіагрупа забезпечення спеціальних операцій
  - 27-ма ескадрилья спецоперацій (матеріального забезпечення)
  - 27-ма ескадрилья спецоперацій (авіатехнічного забезпечення)
  - 27-ма ескадрилья спецоперацій (забезпечення оснащенням, екіпіруванням)
  - 27-ма ескадрилья спецоперацій (забезпечення компонентами)
- 27-ма авіагрупа медичного забезпечення спеціальних операцій
  - 27-ма ескадрилья спецоперацій (медичного забезпечення)
  - 27-ма ескадрилья спецоперацій (аерокосмічного мед. забезпечення)
  - 27-ма ескадрилья спецоперацій (медичної підтримки)